# Mathcad
Mathcad es un software de computadora diseñado principalmente para la verificación, validación, documentación y re-uso de cálculos de ingeniería. Se introdujo al mercado en 1986 en DOS, fue el primero en introducir edición en vivo de la notación matemática combinada con computación automática. Distribuido por PTC es muy visual y permite el uso de plantillas de funciones en las que solo es necesario escribir los valores deseados, incluso para graficar funciones.

## Descripción
Mathcad es un entorno de documentación técnica con prestaciones de cálculo numérico y simbólico, que permite explorar problemas, formular ideas, analizar datos, modelar y chequear escenarios, determinar la mejor solución, como así también documentar, presentar y comunicar los resultados. 
Algunas de las capacidades matemáticas de Mathcad están basadas en parte del código del programa algebraico Maple (Núcleo MathSoft de Maple o Mathsoft Kernel Maple, MKM)
MathCad se encuentra organizado como una hoja de trabajo, en las que las ecuaciones y expresiones se muestran gráficamente, no como simple texto.
Dentro de las capacidades de MathCad se encuentran:
- Resolver ecuaciones diferenciales con varios métodos numéricos
- Graficar funciones en dos o tres dimensiones
- El uso del alfabeto griego (letras griegas mayúsculas y minúsculas)
- Cálculo de expresiones simbólicas
- Operaciones con arreglos (vectores y matrices)
- Solución simbólica de un sistema de ecuaciones
- Encontrar la gráfica (la curva de tendencia) de un grupo de datos
- Implementación de subprogramas
- Encontrar raíces de polinomios y funciones
- Funciones estadísticas y distribuciones de probabilidad
- Encontrar valores propios o autovalores y vectores propios o autovectores